# Rospez
Rospez är en kommun i departementet Côtes-d'Armor i regionen Bretagne i nordvästra Frankrike. Kommunen ligger i kantonen Lannion som tillhör arrondissementet Lannion. År 2022 hade Rospez 1 790 invånare.

## Befolkningsutveckling
Antalet invånare i kommunen Rospez
Referens:INSEE